# Estelle de Barescut
Estelle de Barescut née le 21 mai 1814 à Paris et morte le 10 avril 1881 à Rouen est une artiste peintre et lithographe française.
Elle expose des lithographies au Salon de Paris en 1834 et 1835, puis des tableaux de 1842 à 1851.

## Biographie
Les données concernant la naissance d'Estelle-Félicité-Marie de Barescut (ou de Barescut de Vernet) sont contradictoires. Alors qu'elle serait native de Versailles, sans indication de date, selon le Bellier et Auvray, et le Dictionnaire Bénézit à sa suite,, la Database of Salon Artists, qui compile les données tirées des registres des salons (Archives des musées nationaux, Archives nationales de France), la fait plutôt naître à Paris en 1815.
Élève à l'École royale et gratuite de dessin pour les jeunes personnes de Paris dans les années 1820, elle remporte en octobre 1829 le 2e prix de dessin de tête.
Elle étudie plus tard la peinture auprès d'Horace Vernet.
En 1852, au moment où elle participe à l'exposition des produits de l'industrie de Laval, elle est professeure de dessin dans cette ville et réside au 14, rue Renaise.
Elle se retire ensuite comme religieuse à Rouen, où elle meurt le 10 avril 1881.

## Œuvre

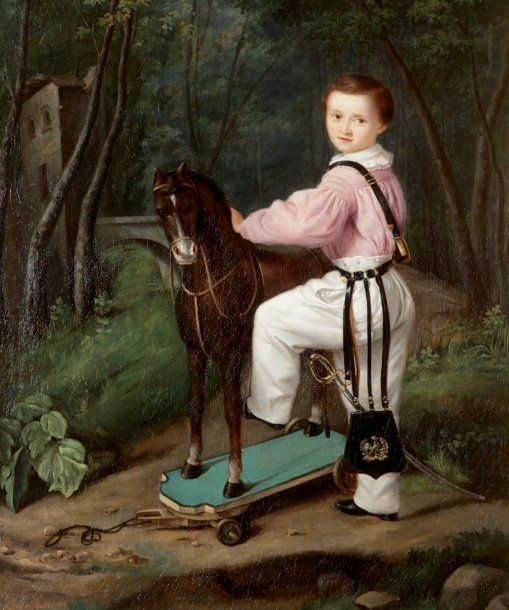
Portrait d'enfant au cheval de bois, 1843, huile sur toile, localisation inconnue.

### Peinture

#### Envois aux Salons
- Portraits en pied des filles de Mme M…, Salon de 1842 (no 55)[7].
- Portrait de Mlle de …, Salon de 1842 (no 56)[8].
- Portrait de Mme d'…, Salon de 1843 (no 35)[9].
- Tête de jeune fille, étude, Salon de 1843 (no 36)[10].
- Une jeune châtelaine ; costume du moyen-âge, Salon de 1844 (no 66)[11].
- Portraits des enfants de M. Davaux-Poirier, Salon de 1846 (no 78)[12].
- Une lecture chez Anne d'Autriche, d'après Les Trois Mousquetaires d'Alexandre Dumas, Salon de 1848 (no 194)[13].
- Petite paysanne à la maraude, étude, Salon de 1848 (no 195)[14].
- La Promenade, Salon de 1848 (no 196)[15].
- La Fille du braconnier, Salon de 1848 (no 197)[16].
- Tête de jeune fille, pastel, Salon de 1848 (no 198)[17].
- Portrait en pied de Mme Lacombe, née Louise Courvoisier[Note 2], Salon de 1850 (no 103)[18].

#### Autres
- Portrait d'enfant au cheval de bois, 1843, huile sur toile, 69 × 83 cm, passé aux enchères chez Actéon Senlis (Vincent de Muizon et Dominique Le Coënt), 21 juin 2007, lot 36[19] et chez Drouot Richelieu à Paris (Marc-Arthur Kohn), 20 mai 2011, lot 54[20], localisation inconnue.
- Portrait de femme, non daté, huile sur toile, 73,2 × 60 cm, Autun, musée Rolin, 985.12.2[21].
- Portrait d'homme, non daté, huile sur toile, 73,3 × 60 cm, Autun, musée Rolin, 985.12.3[22].
- Sujet militaire, d'après Horace Vernet, non daté, aquarelle, 20 × 39 cm, ancienne collection de François Depeaux[23], localisation inconnue.

### Lithographie
- Famille d'Ischia (Ile du Royaume de Naples), d'après Alexandre-Marie Colin, avant 1830[24].
- Les Petites Pêcheuses de Dunkerque, 1833, d'après Jean-Augustin Franquelin, lithographie imprimée par Delaunois pour Chaillou[25],[26],[27].
- La Couronne de bluets (ou bleuets), 1833, d'après Philippon, lithographie imprimée par Delaunois pour Chaillou (pendant du précédent)[25],[26],[28].
- L'Anxiété maternelle, Salon de 1834 (no 2247)[29], d'après le tableau du même nom d'Aimable Le Bot présenté au Salon de 1833 (no 1478)[30], lithographie imprimée par Gihaut frères[31].
- Album de six sujets peints par Mme Collin et Franquelin, 1834, album lithographique imprimé par Delaunois pour Morlot; d'après Franquelin : Une Châtelaine infidèle, Une Scène de famille et La Catalanne [sic] à la fontaine; d'après Mme Collin : La Marchande alsacienne, Une scène de bal masqué et La leçon de chant[25]. La Catalane à la fontaine et La Marchande alsacienne ont été présentées au Salon de 1834 (no 2246)[32],[33].
- Six vues de Paris, album lithographique, Desesserts, 1834 : Notre Dame, Colonnade du Louvre, Château des Tuileries, Saint-Germain-l'Auxerrois, Hôtel de ville, Bourse et tribunal de commerce[25].
- Église de la Madeleine, d'après Wnartz, imprimé par Delaunois pour Desesserts, 1834[34]
- Portrait d'enfant, Delannois, 1834[25].
- La Veuve et le scellé, Salon de 1835 (no 2460)[35], d'après le tableau Le Scellé de Jean-Augustin Franquelin présenté au Salon de 1834 (no 780)[36].

Œuvres d'Estelle de Barescut
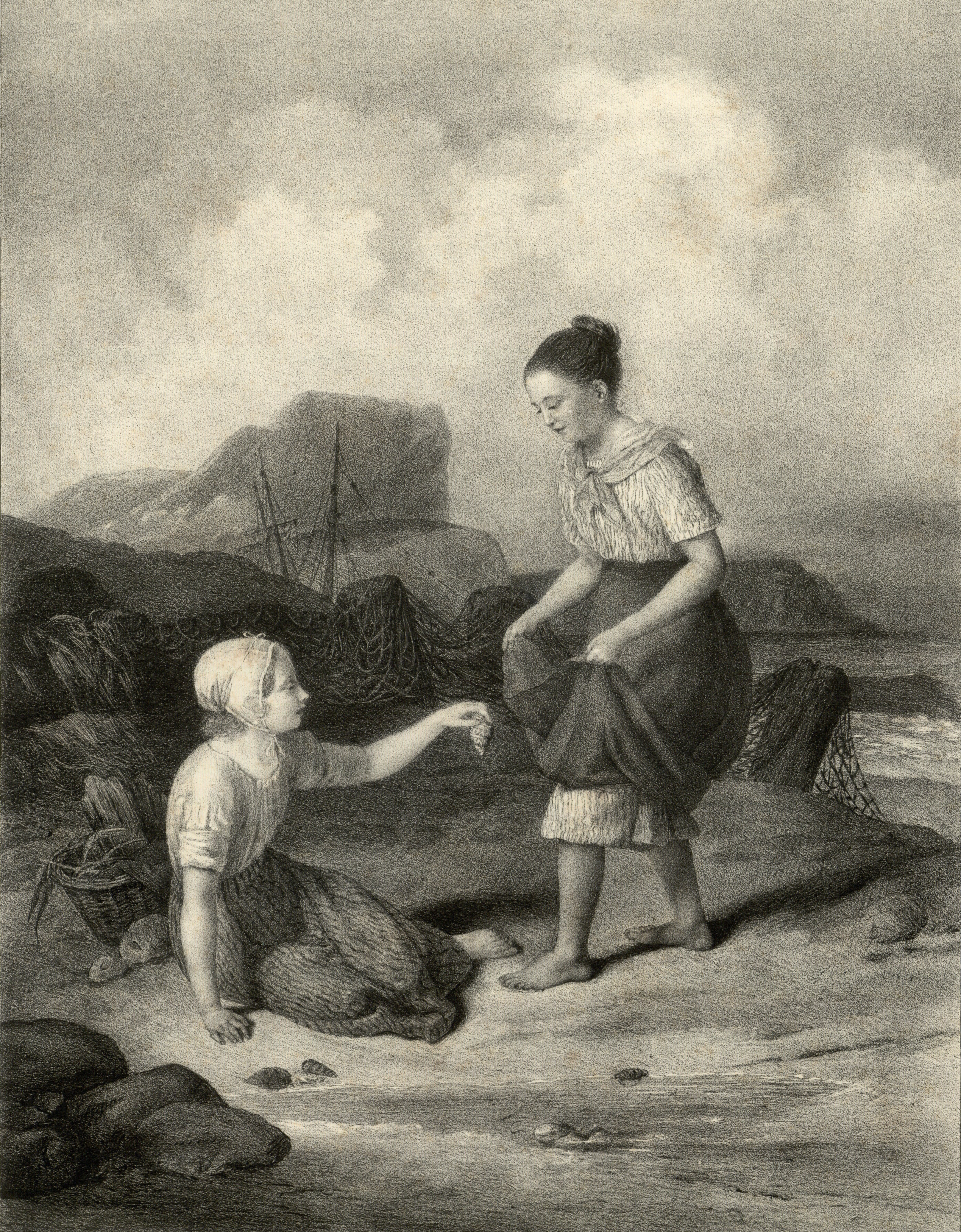
Les Petites Pêcheuses de Dunkerque, 1833, lithographie d'après Jean-Augustin Franquelin.
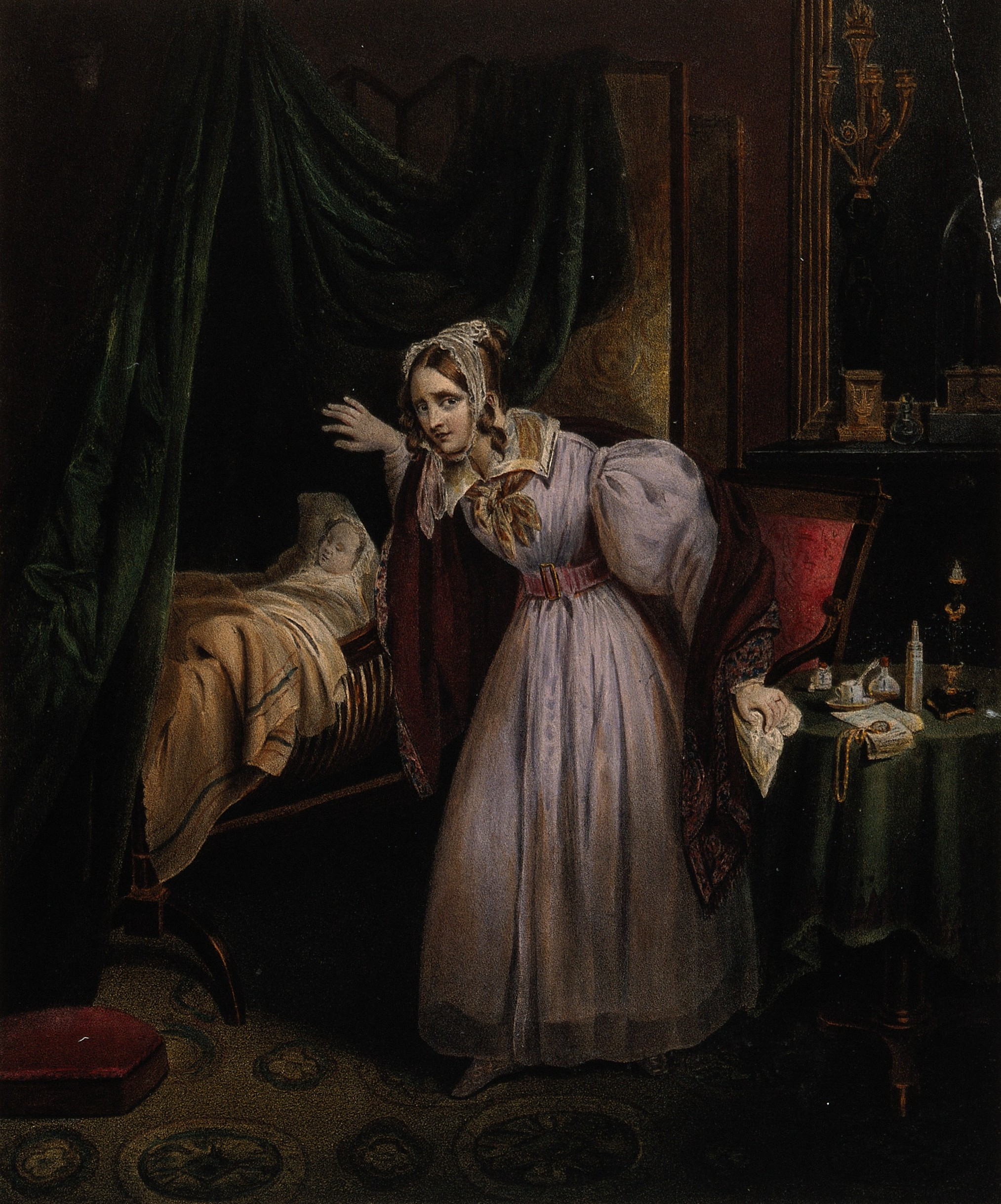
L'Anxiété maternelle, Salon de 1834, lithographie couleur d'après Aimable Le Bot.
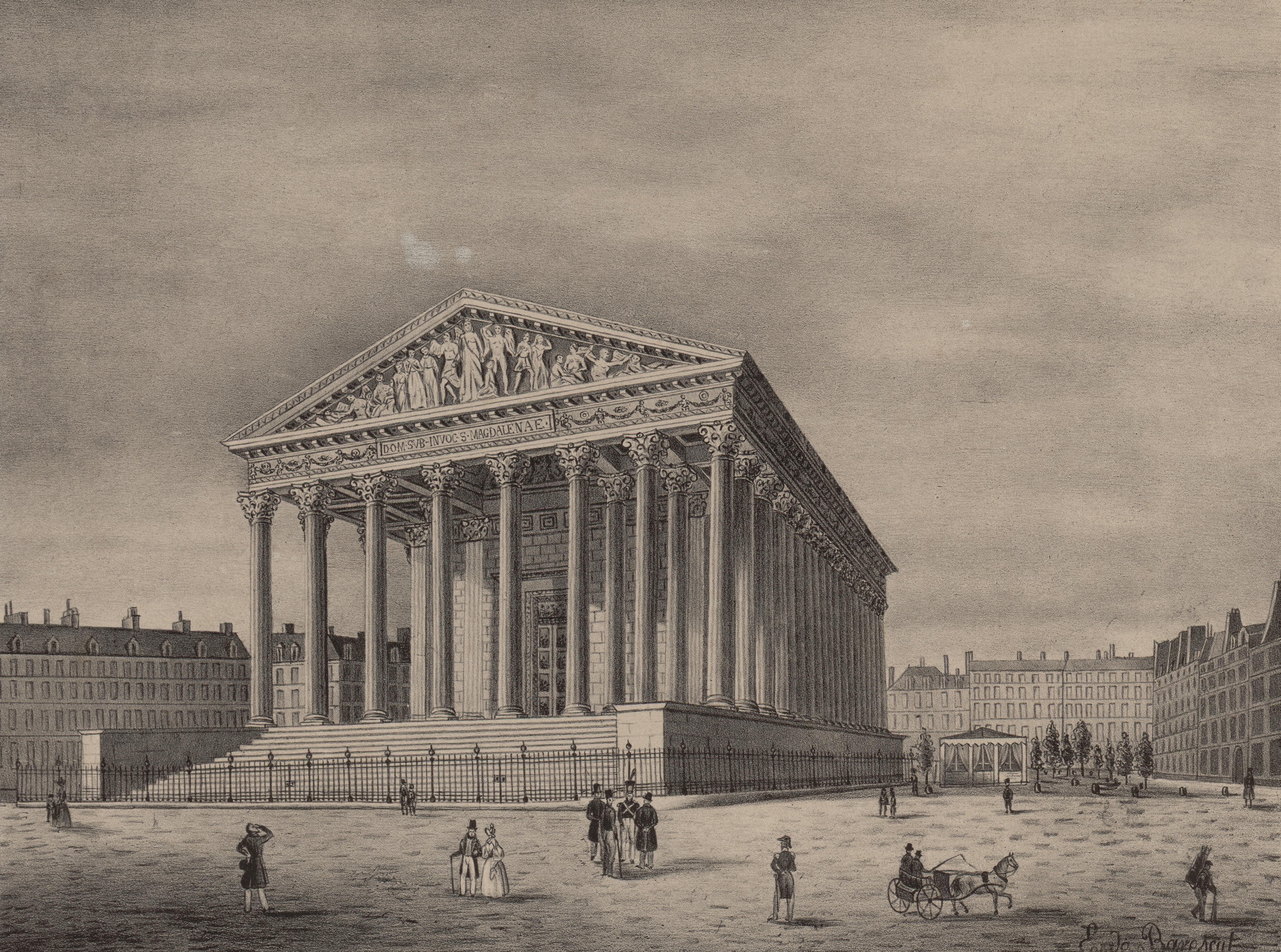
Église de la Madeleine, 1834, lithographie d'après Wnartz.
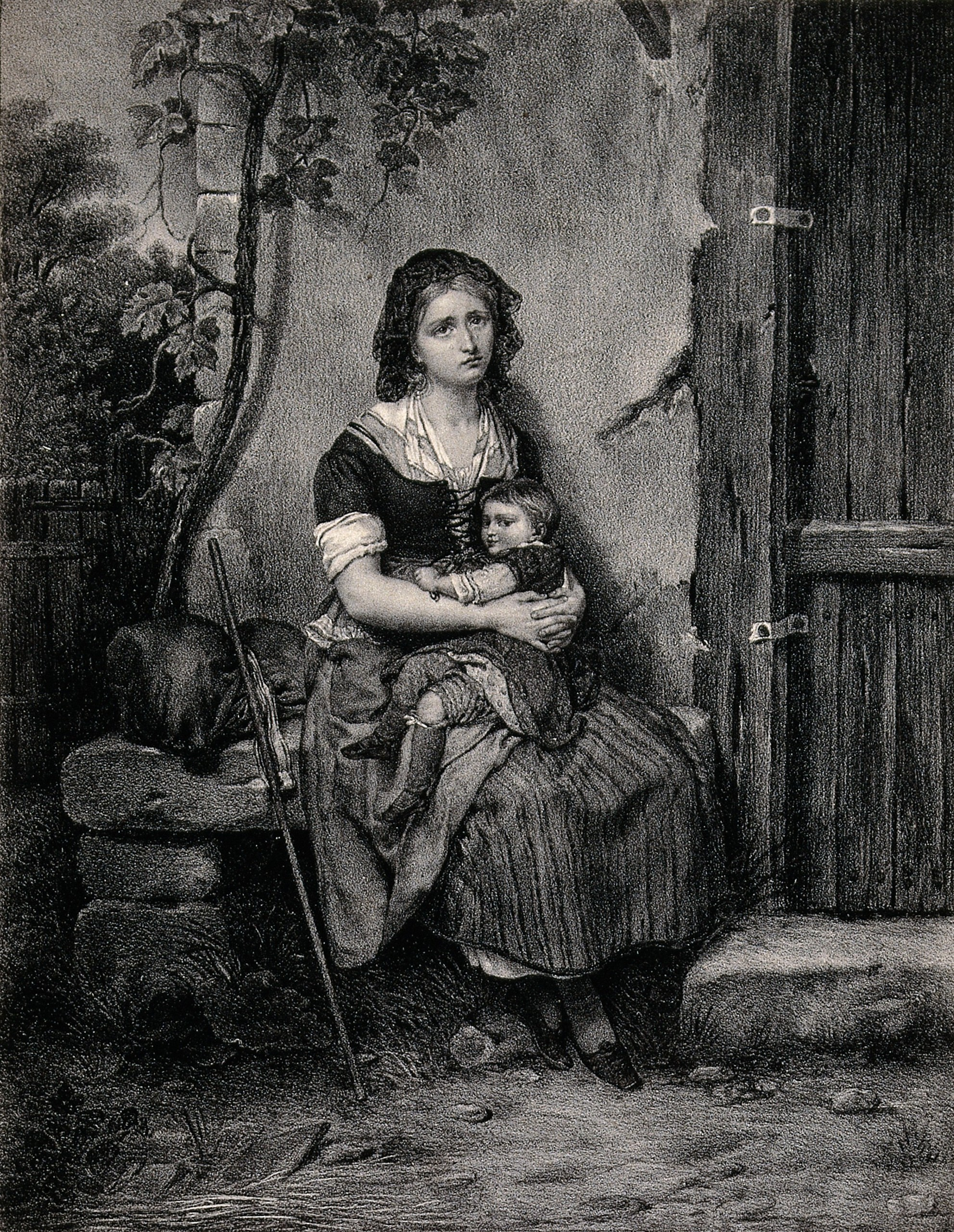
La Veuve et le scellé, Salon de 1835, lithographie d'après Jean-Augustin Franquelin.